# Bagneux (Allier)
Bagneux és un municipi francès situat al departament de l'Alier, a la regió d'Alvèrnia-Roine-Alps. El 2018 tenia 325 habitants.